# Georges-Marie de Jonghe d'Ardoye
Georges-Marie de Jonghe d’Ardoye, né à Saint-Gilles (Bruxelles) le 23 avril 1887 et décédé à Bruxelles le 27 août 1961 est un évêque belge de la société des Missions étrangères de Paris. Missionnaire en Chine et vicaire apostolique de Yunnan-fu (Chine) en 1933, il rejoint le service diplomatique du Saint-Siège en 1938 et sert comme délégué ou nonce apostolique en divers pays.

## Biographie
Il naît au sein d'une ancienne famille aristocratique de Belgique, fils de Fernand de Jonghe d'Ardoye et de son épouse, née Juliette Lebrun de Miraumont.  Georges fait ses études secondaires au collège Saint-Michel de Bruxelles. Il étudie ensuite aux facultés Notre-Dame de la Paix à Namur. 
Le 13 septembre 1905, à l’âge de 18 ans, il entre à la Société des Missions étrangères de Paris, la fameuse société missionnaire de prêtres séculiers vouée à l'évangélisation en Asie. Il est envoyé à l'Université grégorienne de Rome pour y achever sa formation ecclésiastique. Georges de Jonghe d’Ardoye est ordonné prêtre le 21 juin 1910 à Malines.
Six mois plus tard, il se trouve en Chine comme missionnaire. Il travaille d’abord dans la province du Sichuan ; en 1912 il est nommé au poste missionnaire de Qionglai. Il y établit, en 1918, une école catholique, le collège de la Sagesse qui bientôt donne une instruction de niveau secondaire et même universitaire catholique. En 1927, il est envoyé à Pékin où il exerce diverses fonctions de coordination visant à développer l’enseignement catholique dans le pays.
Le 23 mai 1933, Georges de Jonghe d'Ardoye est nommé vicaire apostolique de Yunnan-fu. À son ordination épiscopale, le 17 septembre 1933, il reçoit le siège titulaire d'Amathus-en-Chypre (de) et est ordonné par Jean de Guébriant avec comme co-consécrateurs Paul Wang Wencheng (no) et Matthias Li Jun-ho (no). Cependant pour des raisons de santé - son cœur ne supportant pas la haute altitude - il est contraint de donner sa démission en 1938.
Sa démission est acceptée le 17 octobre 1938. A la même date, il est nommé délégué apostolique en Irak (en) (royaume sous mandat britannique) avec le titre d’archevêque du siège titulaire de Misthia (de). Le 6 juillet 1947, il est transféré comme délégué apostolique auprès de l’Église catholique aux Indes néerlandaises (en). Devenues l’Indonésie indépendante, en 1950, de Jonghe d’Ardoye y est le premier internonce (13 mars 1950).  Le 2 mars, 1955 enfin, il est nommé internonce auprès du vicariat apostolique d’Alexandrie en Égypte.
Promu à l’éméritat le 23 novembre 1956, Georges de Jonghe d’Ardoye prend sa retraite dans son pays natal. Il meurt à Bruxelles le 27 août 1961.

## Succession apostolique
Georges-Marie de Jonghe d'Ardoye a ordonné les évêques suivants :
- Évêque Willem Schoemaker (id), M.S.C. (1950)
- Évêque Nicolaas van der Westen (nl), SS.CC. (1951)
- Évêque Pierre Marin Arntz (id), O.S.C. (1952)
- Archevêque Adrianus Djajasepoetra, S.J. (1953)
- Évêque Jan Antonius Klooster (de), C.M. (1953)
- Évêque Wilhelmus Joannes Demarteau, M.S.F. (1954)